# Ochla (dopływ Radęcy)
Ochla – struga, prawobrzeżny dopływ Radęcy o długości 13,95 km. Wypływa z gminy Pogorzela i wpada do Radęcy na terenie Kobylina.